# 子商 (楚國)
公子辰（？—？），羋姓，熊氏，名辰，字子商。春秋时期楚国的公子。
前582年，楚共王派子商到晋国，回礼钟仪之使，请修好结盟。前581年，晋景公使籴伐到楚国，回礼大宰子商之使。